# Daniela Stracchi
Daniela Stracchi (* 2. September 1983 in Mailand) ist eine italienische Fußballspielerin. Die Mittelfeldspielerin nahm mit der A-Nationalmannschaft an der Europameisterschaft 2013 teil.

## Sportlicher Werdegang
Stracchi debütierte 1998 für die ASD Fiammamonza im Seniorinnenbereich. Nach dem Abstieg aus der Serie A gelang ihr mit der Mannschaft 2000 der direkte Wiederaufstieg, 2006 gewann sie den italienischen Meistertitel. 2008 wechselte sie innerhalb der Liga zu ASD Torres. Dort holte sie 2010 bis 2013 vier Mal in Folge die Meisterschaft, 2011 gewann sie dabei durch den Erfolg im Pokalfinale auch das Double. 2014 verließ sie den Klub in Richtung ASD Mozzanica.
Stracchi durchlief bis 2001 diverse Juniorinnenauswahlen Italiens, es dauerte jedoch knapp zehn weitere Jahre bis zu ihrem A-Nationalmannschaftsdebüt unter Auswahltrainer Pietro Ghedin im November 2011. Unter dessen Nachfolger Antonio Cabrini gehörte sie im Sommer 2013 zum EM-Endrundenkader, beim Turnier bestritt sie bis zum Ausscheiden der Mannschaft im Viertelfinale gegen Deutschland drei der vier Endrundenpartien. 